# Йорґ Мойтен
Йорґ Мойтен (нім. Jörg Meuthen; нар. 29 червня 1961, Ессен, Західна Німеччина) — німецький економіст і політик, колишній співголова партії «Альтернатива для Німеччини», депутат Європейського парламенту з 2017 р.
Навчався в Майнцькому університеті, з 1993 по 1996 рр. працював у Міністерстві фінансів землі Гессен. Професор економіки.
На виборах у 2016 р. був обраний депутатом ландтагу землі Баден-Вюртемберг.
У січні 2022 року оголосив про вихід із Альтернативи для Німеччини.
Одружений, має п'ятьох дітей.